# Munna instructa
Munna instructa är en kräftdjursart som beskrevs av Cleret 1971. Munna instructa ingår i släktet Munna och familjen Munnidae. Inga underarter finns listade i Catalogue of Life.